# Rudolf Johann Wolf
Rudolf Johann Wolf, švicarski astronom, matematik in zgodovinar astronomije, * 7. julij 1816, Fällenden pri Zürichu, Švica, † 6. december 1893, Zürich, Švica.

## Življenje in delo
Wolf je študiral na univerzah v Zürichu, Dunaju in Berlinu. Encke je bil eden od njegovih učiteljev. Leta 1844 je Wolf postal profesor astronomije na Univerzi v Bernu in leta 1847 predstojnik bernskega observatorija. Od leta 1855 je bil predstojnik stolice za astronomijo na Univerzi v Zürichu in züriški politehniki. Bil je predstojnik Observatorija Zürich.
Bil je navdušen nad Schwabejevim odkritjem cikla Sončevih peg. Tudi sam je začel opazovati Sončeve pege in zbral vse razpoložljive podatke o Sončevi dejavnosti od leta 1610. Izračunal je periodo cikla 11,1 let. Leta 1848 je razdelal način za računanje Sončeve dejavnosti. Wolfovo število Sončevih peg se uporablja še danes. V letu 1852 je bil Wolf med štirimi odkritelji povezave med Sončevimi pegami in Zemljinim magnetnim poljem.